# Dubki (Daghestan)
Dubki (in russo Дубки?; in lingua avara: Хадум) è un insediamento di tipo urbano della Russia situato nel Daghestan. Fa parte del distretto Kazbekovskij.
L'insediamento è situato sulla riva destra del fiume Sulak, 30 km a est del centro distrettuale di Dylym.